# Салабуда Леонід Якович
Леонід Якович Салабуда (29 вересня 1954) — радянський  футболіст, легендарний гравець клубу «Кристал».

## Ігрова кар'єра
Майже всю свою ігрову кар'єру присвятив херсонському клубові «Кристал», за який провів загалом 263 (або 262) матчі (один з найкращих результатів за історію клубу) та забив 45 голів. Також два роки виступав за нікопольський «Колос».
Статистика гравця
| Сезон | Клуб               | Матчі | Голи |
| ----- | ------------------ | ----- | ---- |
| 1972  | Локомотив (Херсон) | ?     | 0    |
| 1975  | Локомотив (Херсон) | ?     | 0    |
| 1976  | Кристал (Херсон)   | 34    | 3    |
| 1977  | Кристал (Херсон)   | 41    | 8    |
| 1978  | Кристал (Херсон)   | 42    | 4    |
| 1979  | Кристал (Херсон)   | 45    | 11   |
| 1980  | Кристал (Херсон)   | 22    | 1    |
| 1980  | Колос (Нікополь)   | 10    | 3    |
| 1981  | Колос (Нікополь)   | 23    | 3    |
| 1982  | Кристал (Херсон)   | 40    | 13   |
| 1983  | Кристал (Херсон)   | 12    | 4    |
| 1984  | Кристал (Херсон)   | 27    | 1    |